# Évelyne da Silva
Évelyne da Silva est une femme politique béninoise.

## Biographie

### Carrière politique
En juin 2015, Évelyne da Silva est nommée ministre de la Justice, de la Législation et des Droits de l'Homme en remplacement de Valentin Djènontin.
En avril 2016, Évelyne da Silva quitte son poste de ministre de la Justice et est remplacée par Joseph Djogbenou.